# Фабрика чоколаде Линдт & Шпрунгли
Фабрика чоколаде Линдт & Шпрунгли AГ(нем. Lindt und Sprüngli AG) која послује као Линдт, је швајцарска компанија за производњу чоколаде и посластичарских производа основана 1845. године и позната по својим чоколадним тартуфима и чоколадним плочицама. Налази се у Килхбергу, где се налази његова главна фабрика и музеј

## Историја
Порекло компаније датира из 1836. године, када су Давид Шпрунгли-Шварц (1776-1862) и његов син Рудолф Шпрунгли Аман(1816-1897) купили малу посластичарницу у старом граду Цириху, производећи чоколаде под именом Давид. Пре него што су се преселили на Парадеплатц  (нем.Paradeplatz) 1817. године, oсновали су малу фабрику у којој су производили своју чоколаду. Када се Рудолф Шпрунгли Аман пензионисао 1892, дао је два једнака дела посла својим синовима. Године 1934. Линдт је почео да производи млечну чоколаду. До тада је производила само црну.

## Недавни догађаји
У новембру 2018, Линдт је отворио своју прву америчку малопродајну трговину за путовања на терминалу 1 аеродрома ЈФК и своју водећу канадску продавницу у тржном центру Јоркдејл, Торонто. 
Као одговор на руску инвазију на Украјину, Lindt & Sprüngli је најавио да ће привремено зауставити комерцијалне операције у Русији.

## Фабрике
Од 2020, главна фабрика Килхберг укључује центар за посетиоце и музеј, који се назива Линдт Хоме оф Цоцхолате(енг.Lindt Home of Chocolate). Музеј посебно приказује највећу чоколадну фонтану на свету, високу преко девет метара и која садржи 1.500 литара чоколаде, која тече низ велике мешалице.

## Линдт продавнице и кафићи
Lindt & Sprüngli је отворио преко 410 чоколадних кафића и продавница широм света. Мени кафића се углавном фокусира на чоколаду и десерте. Линдт чоколадни кафићи такође продају ручно рађене чоколаде, макароне, колаче и сладолед.

## Oперације
Поред својих малопродајних послова Lindt & Sprüngli такође води неколико чоколaдних кафеа и продавница. Компанија такође учествује у великом броју хуманитарних акција и подржава фармере какаа и промовише одржив начин за узгајање и обраду какаа.

## Спољашње вез
- Званични сајт компаније